# Maximiliano de Almeida
Maximiliano de Almeida là một đô thị thuộc bang Rio Grande do Sul, Brasil. Đô thị này có diện tích 208,524 km², dân số năm 2007 là 5059 người, mật độ 24,26 người/km².